# كارلوس بيتانكورت
كارلوس بيتانكورت (بالإنجليزية: Carlos Betancourt)‏ هو فنان أمريكي، ولد في 18 مارس 1966.

## وصلات خارجية
- الموقع الرسمي